# Альбер Деманжон
Альбер Деманжон (Albert Demangeon; 13 червня 1872, Кормей, Нормандія — 25 липня 1940, Париж) — французький географ, професор Сорбонни.
Він народився в сім'ї поліцейського. У 1895 році закінчив вивчати географію в Еколь Нормаль, де викладав у наступні роки. У 1905 р. захистив докторську ступінь із географічного дослідження Пікардії, а згодом викладав у Лілльському університеті, Паризькому університеті, Еколь Нормаль та Вищій нормальній школі для молодих дівчат, утвердившись як провідний французький науковий співробітник у галузі соціально-економічної географії.